# エンリコ・フォルラニーニ

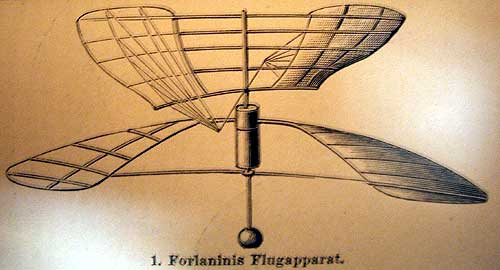
フォルラニーニのヘリコプターの模型

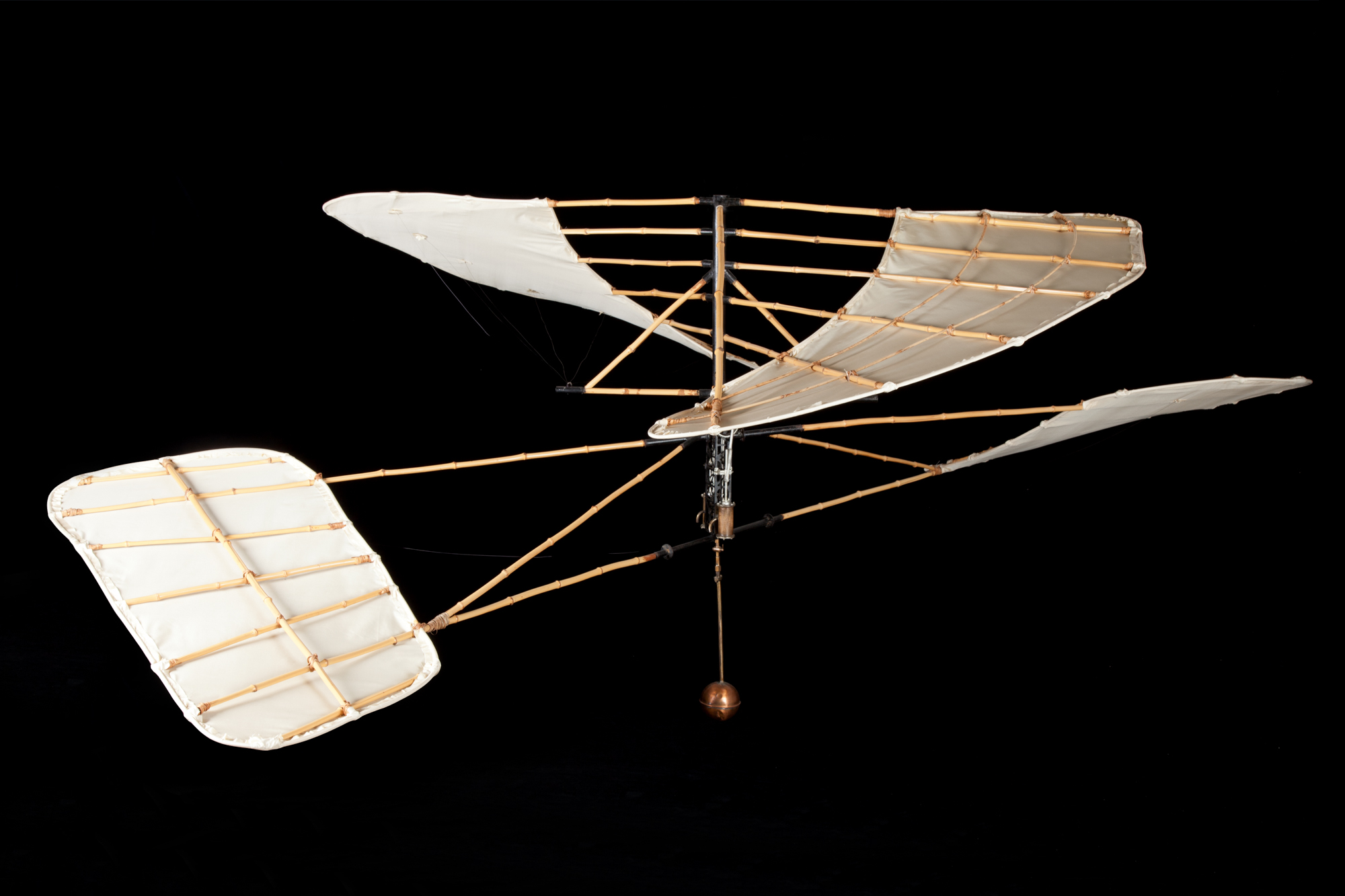

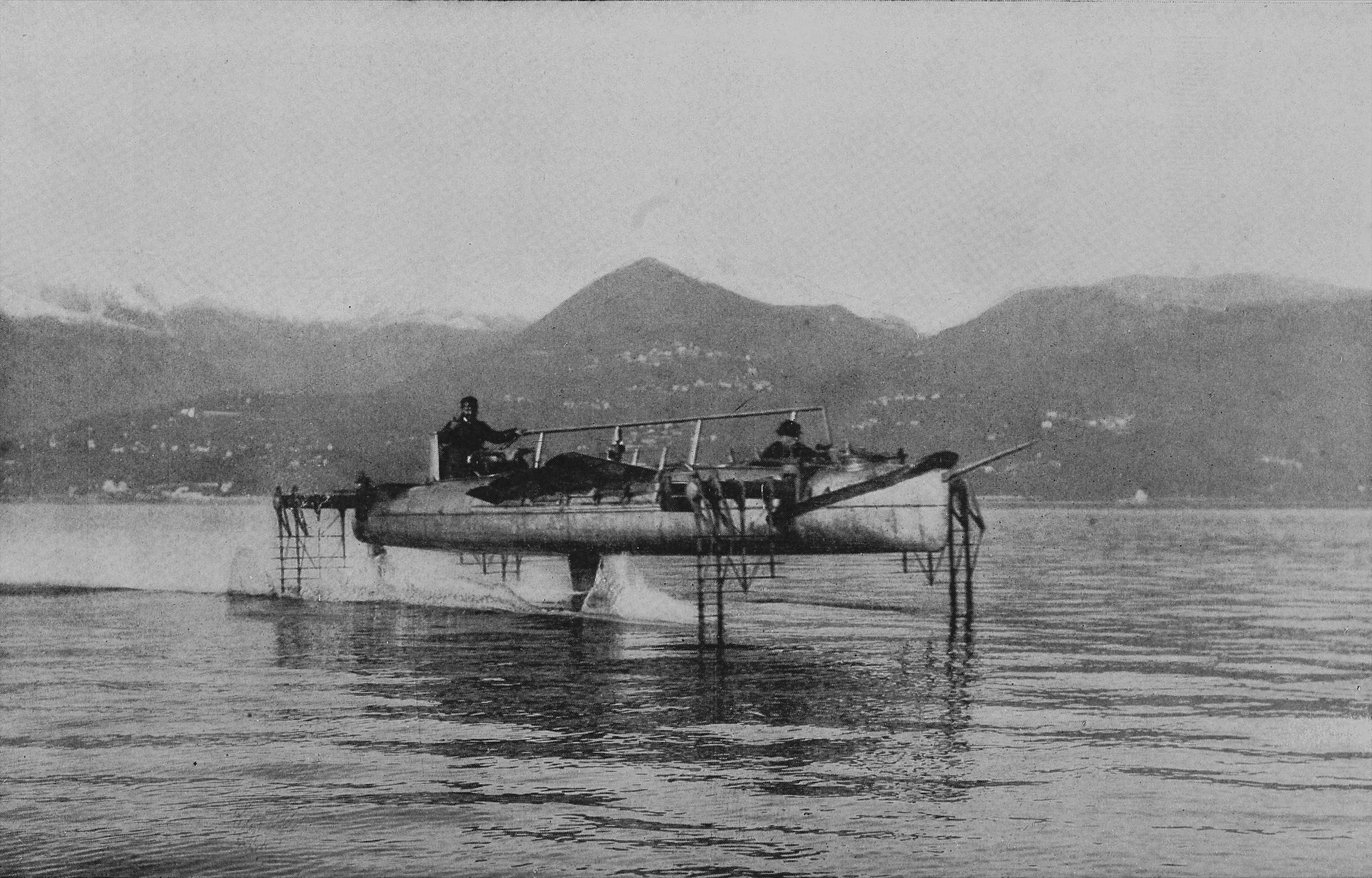
フォルラニーニの水中翼船

エンリコ・フォルラニーニ（Enrico Forlanini 、1848年12月13日 - 1930年10月9日）は、イタリアの技術者、発明家、航空の先駆者である。ヘリコプターや航空機、水中翼船、飛行船の研究で知られる。

## 生涯
ミラノで生まれた。父親は有名な医師で兄のカルロ・フォルラニーニも有名な医師になった。Milan Regie Scuole Tecnicheで学んだ後1863年にトリノの士官学校に入学し、1866年に卒業した。2年後Scuola di Applicazione Artiglieria e Genioに入学し1870年に卒業した。
1877年、蒸気エンジンを動力とするヘリコプターの模型を開発し、ミラノの公園から垂直に離陸させ、13mの高さまで上昇し、20秒ほどの滞空に成功させた。
1901年から一連の飛行船の設計製作を始め、1909年に飛行に成功した。1号機にはレオナルド・ダ・ヴィンチ号と名付け、2号機はCittà di Milano号と名付けた。Città di Milano号は優れた安定性と操縦性を示し、国際的な評判を得た。さらに4機の飛行船F3、F4、F5、F6を設計し、7機目のOmnia Dirを設計中にフォルラニーニは没した。
1898年から水中翼船の開発を始め、60馬力のエンジンで反転プロペラを駆動させて進む水中翼船を製作した。1906年のマッジョーレ湖での試験中に68km/hの速度を得ることに成功した。1908年から25馬力のエンジンの水中翼船も試験したが、速度は50km/hほどにしか達しなかった。
水上機に関するイギリスやアメリカ合衆国の多くの特許を取得した。
ミラノのエンリコ・フォルラニーニ空港（ミラノ・リナーテ国際空港）は、彼の名誉を称えて命名されたものである。